# Leon Jeannot

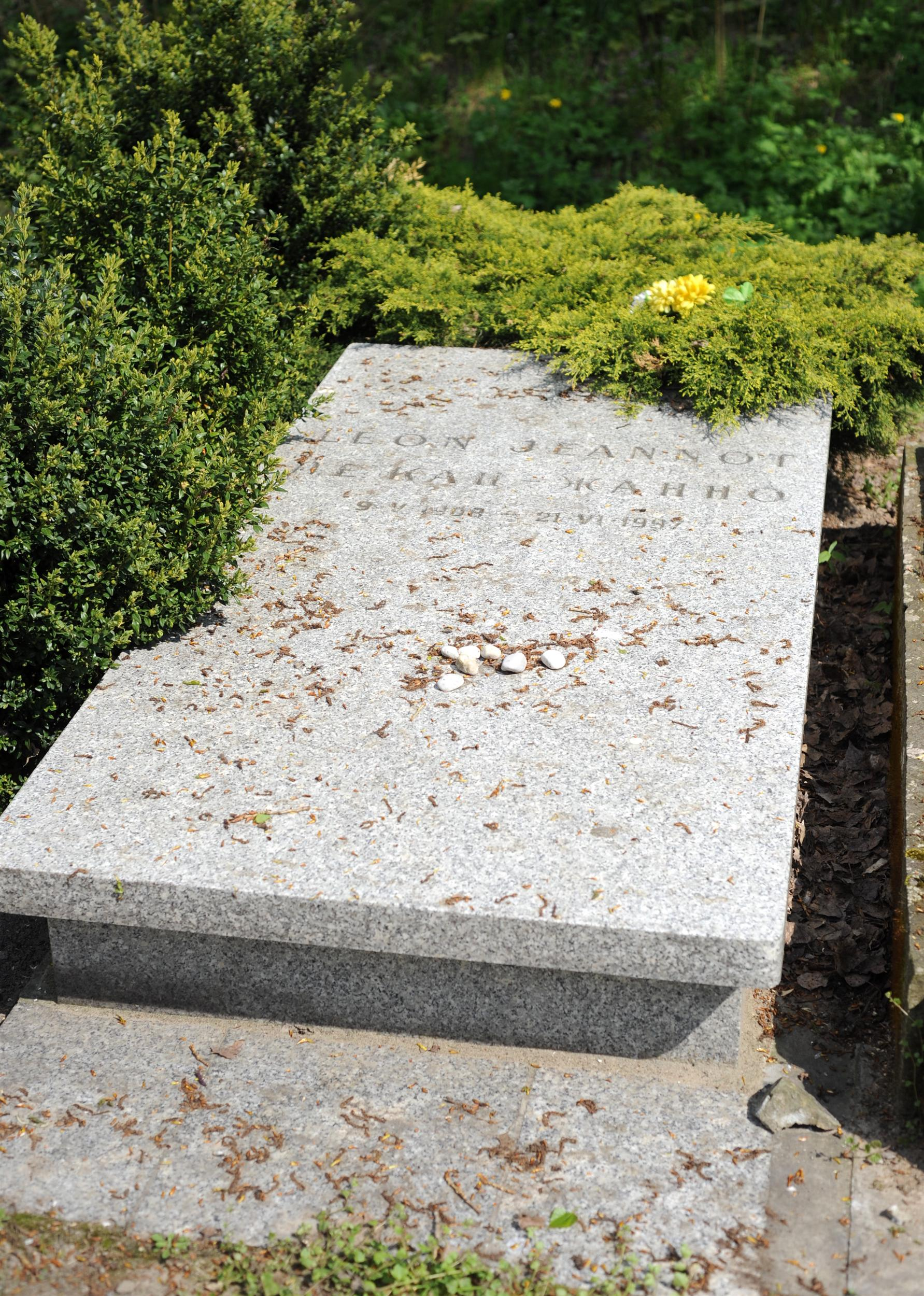
Grób Leona Jeannota na cmentarzu żydowskim w Warszawie

Leon Jeannot, właśc. Lejbele Katz (ur. 9 maja 1908 w Warszawie, zm. 21 czerwca 1997 tamże) – polski reżyser i scenarzysta filmów dokumentalnych i fabularnych pochodzenia żydowskiego .

## Życiorys
Urodził się w Warszawie w rodzinie żydowskiej. Ukończył studia na Wydziale Chemii Uniwersytetu Warszawskiego. Początkowo pracował jako asystent reżysera Henryka Szaro przy filmach Na Sybir i Rok 1914. Był montażystą Ryszarda Biske, a następnie sam podjął się realizacji filmów krótkometrażowych. Razem z operatorem Stanisławem Wohlem kręcił filmy krótkometrażowe własnej produkcji.
W okresie międzywojennym pracował jako asystent reżysera i realizator filmów dokumentalnych. W 1938 z Adolfem i Władysławem Forbertami filmował aktualności dla amerykańskiej wytwórni MGM.
Po wybuchu II wojny światowej uciekł do Związku Radzieckiego, gdzie do 1956 pracował m.in. jako reżyser dubbingu.
W 1957 powrócił do Polski i na stałe osiadł w Warszawie. W 1996 w uznaniu zasług dla Stolicy Rzeczypospolitej Polskiej uhonorowany został Nagrodą Miasta Stołecznego Warszawy.
Zmarł w Warszawie, pochowany na cmentarzu żydowskim przy ulicy Okopowej (kwatera 2a-1-17).

## Twórczość
| Reżyser: - 1935: Walczymy z powodzią - 1937: Weseli biedacy - 1963: Kryptonim Nektar - 1966: Bumerang - 1968: Człowiek z M-3 - 1971: Beczka Amontillado - 1975: Zawiłości uczuć | Scenarzysta: - 1963: Kryptonim Nektar - 1966: Bumerang - 1968: Człowiek z M-3 - 1971: Beczka Amontillado (wraz z Bolesławem Michałkiem) - 1975: Zawiłości uczuć |